# گامینگ، اتریش
گامینگ  (به آلمانی: Gaming) یک منطقهٔ مسکونی در اتریش است که در ناحیه شایبس واقع شده‌است. گامینگ  ۲۴۴٫۰۷ کیلومتر مربع مساحت دارد ۴۳۱ متر بالاتر از سطح دریا واقع شده‌است.